# Beiersdorf-Freudenberg
Beiersdorf-Freudenberg è un comune di 627 abitanti del Brandeburgo, in Germania.

Appartiene al circondario del Märkisch-Oderland ed è parte della comunità amministrativa di Falkenberg-Höhe.

## Storia
Il comune di Beiersdorf-Freudenberg venne creato il 31 dicembre 2001 dalla fusione dei comuni di Beiersdorf e di Freudenberg.

## Geografia antropica
Il comune è suddiviso nelle frazioni di Beiersdorf e di Freudenberg.